# Voglia di rock
Voglia di rock è un film del 1989 diretto da Massimo Costa.

## Trama
Al festival musicale "La notte del rock", si scontrano due band rivali: i Leather Boys, band heavy metal guidata dal chitarrista Sergio, ed i Sound Out, band power rock guidata da Carlo. La rivalità tra i due gruppi aumenta quando alle scelte artistiche s'intrecciano alcune vicende sentimentali che coinvolgono i protagonisti.